# محمد توفيق رفعت
محمد توفيق رفعت باشا أول رئيس لمجمع اللغة العربية بالقاهرة وظل يشغل هذا المنصب حتى وفاته. ولد بالقاهرة، سنة 1870 (تقريبًا) وتوفي سنة 1944.

## دراسته وعمله
التحق بمدرسة الألسن في عهدها الأول، ثم التحق بعد تخرجه منها مترجمًا بوزارة المعارف. ثم سافر إلى فرنسا لدراسة القانون بكلية إكس. ولما عاد إلى مصر عين مساعدًا للنيابة ثم قاضيًا. وفي عام 1907م عين مديرًا للإدارة القضائية بوزارة الحقانية (العدل)، ثم مستشارًا بمحكمة الاستئناف الأهلية. وفي سنة 1919م اختير وزيرًا للمعارف في وزارة نسيم باشا الأولى، فوزيرًا للمواصلات في وزارته الثانية ثم وزيرًا للمعارف في وزارة يحيى إبراهيم باشا فوزيرًا للخارجية في نفس الوزارة بعد تعديلها، وظل في مناصب الوزارة عدة مرات في عهود مختلفة إلى أن انتخب رئيسًا لمجلس النواب سنة 1931م، وظل انتخابه يتجدد حتى سنة 1934م.
والأستاذ توفيق رفعت من أوائل الذين اختيروا لعضوية مجمع اللغة العربية عند إنشائه، في سنة 1932م، بالمرسوم الملكي الصادر سنة 1933م، وكان أول رئيس له، وظل يشغل هذا المنصب حتى توفي في سنة 1944م.
وقد اشتهر بشغفه بالأدب وأنه كان يكتب الشعر ولاسيما قصائد المناسبات الرسمية. إلا أن شعره كان لنفسه ولم يكن يبغي نشره.

## المنصاب الوزارية
| الوزارة                     | تاريخ البدء | تاريخ الانتهاء | مجلس الوزراء                       |
| --------------------------- | ----------- | -------------- | ---------------------------------- |
| وزير التربية والتعليم       | 21/05/1920  | 16/03/1921     | وزارة محمد توفيق نسيم باشا الأولى  |
| وزير المواصلات              | 30/11/1922  | 09/02/1923     | وزارة محمد توفيق نسيم باشا الثانية |
| وزير التربية والتعليم       | 15/03/1923  | 06/08/1923     | وزارة يحيى إبراهيم باشا            |
| وزير الخارجية               | 06/08/1923  | 27/01/1924     | وزارة يحيى إبراهيم باشا            |
| وزير التربية والتعليم       | 08/08/1923  | 12/08/1923     | وزارة يحيى إبراهيم باشا            |
| وزير المواصلات              | 12/09/1925  | 30/11/1925     | وزارة أحمد زيور باشا الثانية       |
| وزير الأوقاف                | 12/09/1925  | 30/11/1925     | وزارة أحمد زيور باشا الثانية       |
| وزير الأوقاف                | 30/11/1925  | 07/05/1926     | وزارة أحمد زيور باشا الثانية       |
| وزير الدفاع والإنتاج الحربي | 19/06/1930  | 22/06/1931     | وزارة إسماعيل صدقي باشا الأولى     |